# Durham Castle
Durham Castle er en normannisk borg i byen Durham i England. Siden 1840 har hele borgen været brugt til Durham Universitys college. Den er åben for offentligheden på guidede ture, da den er hjem for over 100 studerende. Borgen står på toppen af en bakke ved floden Wear på Durhams halvø overfor Durham Cathedral. Den og borgen er på UNESCOs Verdensarvsliste